# Skroda (dopływ Nysy Łużyckiej)
Skroda – rzeka, prawobrzeżny dopływ Nysy Łużyckiej o długości 31,83 km.
Płynie w południowej części województwa lubuskiego w powiecie żarskim. Jej źródła znajdują się na Wzniesieniach Żarskich pomiędzy Olbrachtowem a Drozdowem. Zasila stawy rybne w Rościcach. W dolnym biegu rzeki utworzono rezerwat przyrody Nad Młyńską Strugą. Jej lewobrzeżnymi dopływami są Skrodzica i Skródka, a prawobrzeżnymi Pluskawa i Bielec.